# 城市丰收教会刑事背信案件
城市丰收教会刑事背信案件是新加坡自21世紀開始最大宗的刑事背信案，涉及城市丰收教会及其他創辦人，尤其是牧師康希，滥用资金的總額達到五千萬新加坡元。

## 展開調查
在2010年5月31日，新加坡的慈善专员辦事處（COC）及新加坡警察部队的商业事务局（CAD）宣布與城市丰收教会有關共17人因滥用教会资金的投诉而正接受調查，包括教會創辦人康希牧師及他的副手陈一平牧師。該聯合新闻声明指出事件和新达城会议中心股份收购没有關联。警方同時到他們的辦工室及住所調查，並帶走了電腦及財務紀錄，並调查在數年之內二人和相關公司之間是否有伪造帐目及刑事背信，数额達到數百萬新加坡元。
調查按照城市丰收教会的成員要求審查教會的執事會，因為其拒絕一般成員參加常務大會及查閱年度报告和财务报表。一些已離開該教會的成員利用了教会的建设基金，並沒有咨询常務大會會員下用在“未来债务”上。

## 拘捕
在2012年6月，康希及其他4名教會成員被新加坡警察部队的商业事务局拘捕。由於指控只是對該五人提出而非教會，因此教會的服務和活動可以如常繼續。他們以每人500,000新加坡元的保释金獲得釋放。在7月，另一位前财务主任被指控，同時宣告预审会将在11月22日召开。在審訊在2012年5月15日開始時，一些基督徒表示擔心緩慢的審訊過程會對公眾看法做成負面影響。
在最初的逮捕的同一日，慈善专员辦事處（COC）發表新聞稿，詳細描述它的调查結果，指出在慈善管理中存在不当行为和管理不善。慈善基金之中最少有2千3百萬新加坡元用作资助何耀珊的音乐事業，屬违规行为。同時有人合力掩飾相關的資金流動情況。基於慈善法例，周英汉、陈佩芬、何耀珊了其他二人在慈善机构的职務被暂停。教會建設基金中有2千4百萬新加坡元被挪用作購買何耀珊擁有的艺人管理公司Xtron Productions和玻璃制造公司Firna的虛假投資債券。
教會的审计师對這些債券投資產生疑問後，額外2千660萬新加坡元再被挪用以"產生假债券投资已被赎回的假象"，会计界称之为“往返”
。
五名被告人为了使教會如常运作，指出該筆投資債益的款項已全數歸還到教會，又称獲得利息，在交易過程中沒有虧損任何資金。被告表明自己"永遠將上帝及教會為第一位"。
案件被揭露的線索在於康希及她的妻子何耀珊在2006年建立並在2010年結束的多用途帐户（MPA），帳戶轉入教會成员提供的2,888,334新加坡元和一个印尼商人Wahju Hanafi的359,530新加坡元組成的“爱情礼物”。慈善专员辦事處曾警告教會及其職員在筹集资金用作非法开支，教會被要求為6名被告支付法律費用。
以Mavis Chionh為首的原告指出，2008年8月至9月期间重要的董事会会议一次也没有召开，同時指控 Wahju Hanafi 是資金轉移到資助何耀珊音樂事業的另一名受益人。

## 判刑
2015年10月，6名被告和刑法第224章第109部份第409条刑事背信罪及刑法第224章第477部份伪造帐目罪的指控也被裁定罪名成立
。在定罪的同时，其他牧师和基督徒开始对审判提出意见，审判持续140天，成为新加坡史上审讯期第二长的案件。
| 名称                   | 定罪 |
| ---------------------- | --- |
| 黄玉音（Serina Wee）   | 前城市丰收教会财务经理，被判六项刑事背信罪及四项伪造教会账目罪名成立。由於她是跨界计划的管理者，检察官形容她是此阴谋中最无法避逃避责任的一人。 |
| 陈绍云（Sharon Tan）   | 前城市丰收教会财务经理，被判三项刑事背信罪及四项伪造教会账目罪名成立。检察官形容她的辩护是愤世嫉俗及只顾着自己，试图贬低涉及罪行的程度。       |
| 周英汉（Chew Eng Han） | 城市丰收教会财务董事，被判六项刑事背信罪及四项伪造教会账目罪名成立。检察官表示他的辩护是语无伦次且不可信。                                     |
| 陈一平（Tan Ye Peng）  | 城市丰收教会创办人及资深牧师，被判六项刑事背信罪及四项伪造教会账目罪名成立。                                                                   |
| 林岭恒（John Lam）     | 城市丰收教会前董事会秘书、财务委员会成员，被判三项刑事背信罪罪名成立。检察官表示他是教会管理层的内部人员以及监督人，却防止虚假投资债券的揭发。 |
| 康希（Kong Hee）       | 城市丰收教会创办人及资深牧师，被判三项刑事背信罪罪名成立。检察官表示他没有对关键问题保持一致立场。                                             |

## 提出上诉
六名被告及原告也对判决提出上诉，原告称目前的判决"明显不足"。上诉将在5天内审理，即2016年9月23日前。
在2016年7月，周英汉提交一份新的警察报告，指控教会的8名成员（包括康希及何耀珊）。周英汉称他为了"教会在自己及其他教会成员进行的捐款这些重大事实上的虚假陈述"，又说报告也和资金用途有关。

### 上诉结果
2017年4月7日，定罪上訴的結果為六名被告的刑期也大約減輕一半。
| 名称                   | 前判决与最终判决               |
| ---------------------- | ------------------------------ |
| 黄玉音（Serina Wee）   | 由五年減輕為二年六個月。       |
| 陈绍云（Sharon Tan）   | 由二十一個月減輕為七個月。     |
| 周英汉（Chew Eng Han） | 由六年減輕為三年四個月。       |
| 陈一平（Tan Ye Peng）  | 由五年六個月減輕為三年二個月。 |
| 林岭恒（John Lam）     | 由三年減輕為一年六個月。       |
| 康希（Kong Hee）       | 由八年減輕為三年六個月。       |